# Simon Aspelin
Simon Aspelin (Saltsjöbaden, 11 de maio de 1974) é um ex-tenista profissinal sueco.
Aspelin e Julian Knowle, austríaco, já conquistaram quatro torneios, entre eles o US Open de 2007, vencendo na final os tchecos  Lukáš Dlouhý e Pavel Vízner. Aspelin tem no retrospecto 11 títulos em duplas, sua especialidade, não dando prioridade às simples.
Em 3 de março de 2008, Simon Aspelin chega ao 7° posto da ATP em duplas, sua melhor posição.
Obteve a medalha de prata em dupla com Thomas Johansson nos Jogos Olímpicos de Pequim 2008.

## Conquistas

### Duplas
- 2000 ATP de Marseille, França, com  Johan Landsberg  Suécia
- 2003 ATP de Sankt Pölten, Áustria, com Massimo Bertolini  Itália
- 2003 ATP de Bastad, Suécia, com Massimo Bertolini  Itália
- 2005 ATP de Delray Beach, Estados Unidos, com Todd Perry  Austrália
- 2005 ATP de Memphis, Estados Unidos, com Todd Perry  Austrália
- 2006 ATP de São Petersburgo, Rússia, com Todd Perry  Austrália
- 2007 ATP de Pörtschach, Áustria, com Julian Knowle  Áustria
- 2007 ATP de Halle, Alemanha, com Julian Knowle  Áustria
- 2007 ATP de Bastad, Suécia, com Julian Knowle  Áustria
- 2007 US Open de 2007, Estados Unidos, com Julian Knowle  Áustria
- 2009 ATP de Hamburgo, Alemanha com Paul Hanley  Austrália